# 奥平貞継
奥平 貞継（おくだいら さだつぐ、元禄16年9月27日（1703年11月6日） - 安永7年6月11日（1778年7月5日））は、伊予松山藩家老、奥平藤左衛門家4代当主。
父は松平政定。養父は奥平貞虎。兄弟は松平忠暁、小出英都。子は奥平貞幹、水野忠徳。通称は次郎八、酒之丞、弾正、左門、藤左衛門。

## 生涯

### 松山藩家老奥平家の相続
元禄16年（1703年）9月27日、300俵の幕府旗本・松平杢之助政定の次男として江戸に生まれる。政定は、2000石の旗本・松平織部定之の七男で、母が松山藩の家老奥平貞由の娘であった。宝永7年（1710年）祖母の実家、松山藩家老である奥平藤左衛門家の家督と、養父の遺禄のうち2500石を相続する。正徳4年（1714年）与力を預けられ組頭となる。享保3年（1718年）家老職見習。享保5年（1720年）家老となり、同年300石の加増を受ける。享保14年（1729年）知行3000石となる。

### 奥平三郎兵衛との権力闘争
享保年間より、藩政を巡って、同僚の家老奥平三郎兵衛貞国（久兵衛）と2派に分かれて争う。両奥平家は、藤左衛門家が初代藩主松平定行の生母の弟貞由の子孫であるのに対し、三郎兵衛家は貞由の叔父貞政の子孫という、本来一族の関係であった。享保16年（1731年）、貞国が隠居を命じられ藩政を退いたことで、一旦は勝利を収めた。

### 享保の大飢饉と失脚
享保17年（1732年）の享保の大飢饉で、最多の3500人にも上る餓死者を出した松山藩は、幕府の不興を買い、同年12月に藩主松平定英へ裁許不行届として差控の処分を受ける。翌享保18年（1733年）4月に差控を解かれた定英は、5月に急死した。新たに藩主となった松平定喬は手始めに、隠居の身であった奥平貞国（久兵衛）に家老再勤を命じ、貞継ら飢饉当時の藩政指導者の処分を行った。そこでの貞継は、領内の困窮を尻目に大坂で遊興に耽っていたとして、家老を罷免され、久万山に蟄居を命じられる。享保19年（1734年）、嫡男貞幹が新知1500石で家名存続を許された。享保21年（1736年）4月、蟄居処分を解かれ大坂表に立ち退く。

### 久万山騒動と復権
寛保元年（1741年）8月、久万山地域の農民3000人が、紙専売仕法反対等を訴え一揆を起こし、大洲藩に逃散する事件が発生する。今度は久兵衛貞国がその責任を問われ、遠島となり失脚する。同年12月に大坂表より召喚された貞継は、翌寛保2年（1742年）に家老職に復帰、寛保3年（1743年）に知行3000石を賜り、軍用方並支配方用係となる。寛延3年（1750年）、500石の加増を受ける。宝暦3年（1753年）、病により家老を辞職して隠居する。安永2年（1773年）、隠居料50人扶持を賜り、左門と名乗る。
安永7年（1778年）6月11日死去。享年71。